# Dipleuchlanis conradi
Dipleuchlanis conradi is een raderdiertjessoort uit de familie Euchlanidae. De wetenschappelijke naam van deze soort is voor het eerst geldig gepubliceerd in 1947 door Evens.